# Görschen (Adelsgeschlecht)

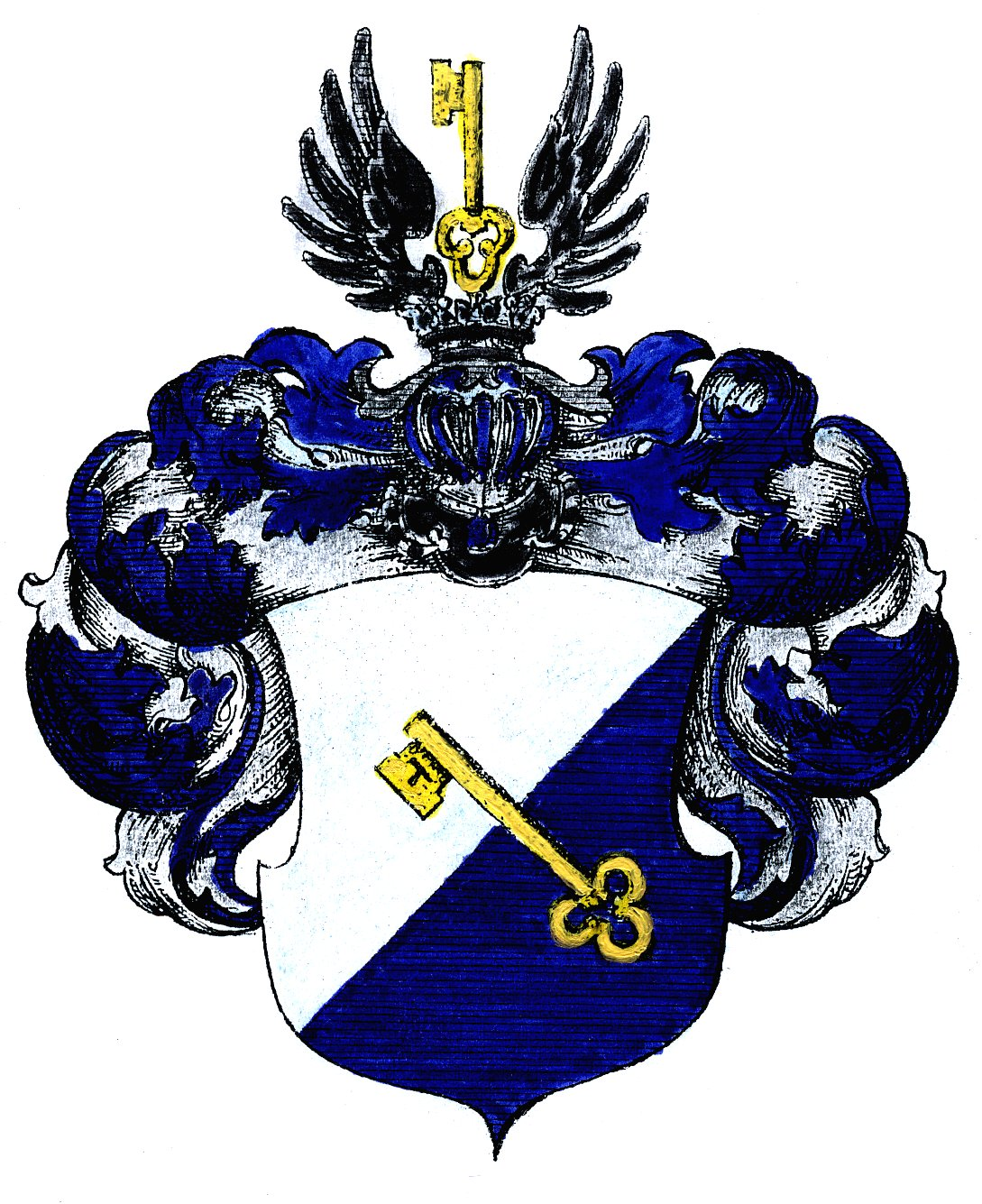
Wappen derer von Görschen

Die Familie von Görschen ist ein altes mitteldeutsches Adelsgeschlecht, dessen Ursprünge bis in das 12. Jahrhundert zurückgehen. Der Familienname leitet sich von ihrem ersten Stammsitz, der Burgwardfestung oppida goresin (Görschenburg/Görschenfestung), später Großgörschen, in der Gemeinde Lützen ab. Die Siedlung wurde bereits im Jahre 998 von Bischof Thietmar von Merseburg erwähnt, wobei der Name selbst altsorbischen Ursprungs ist und etwa so viel wie „feucht“ bedeutet.
Namensvariationen sind de Goresin, de Gorsne, de Gorssen und ab etwa dem 16. Jahrhundert durchweg von Goerschen.

## Geschichte

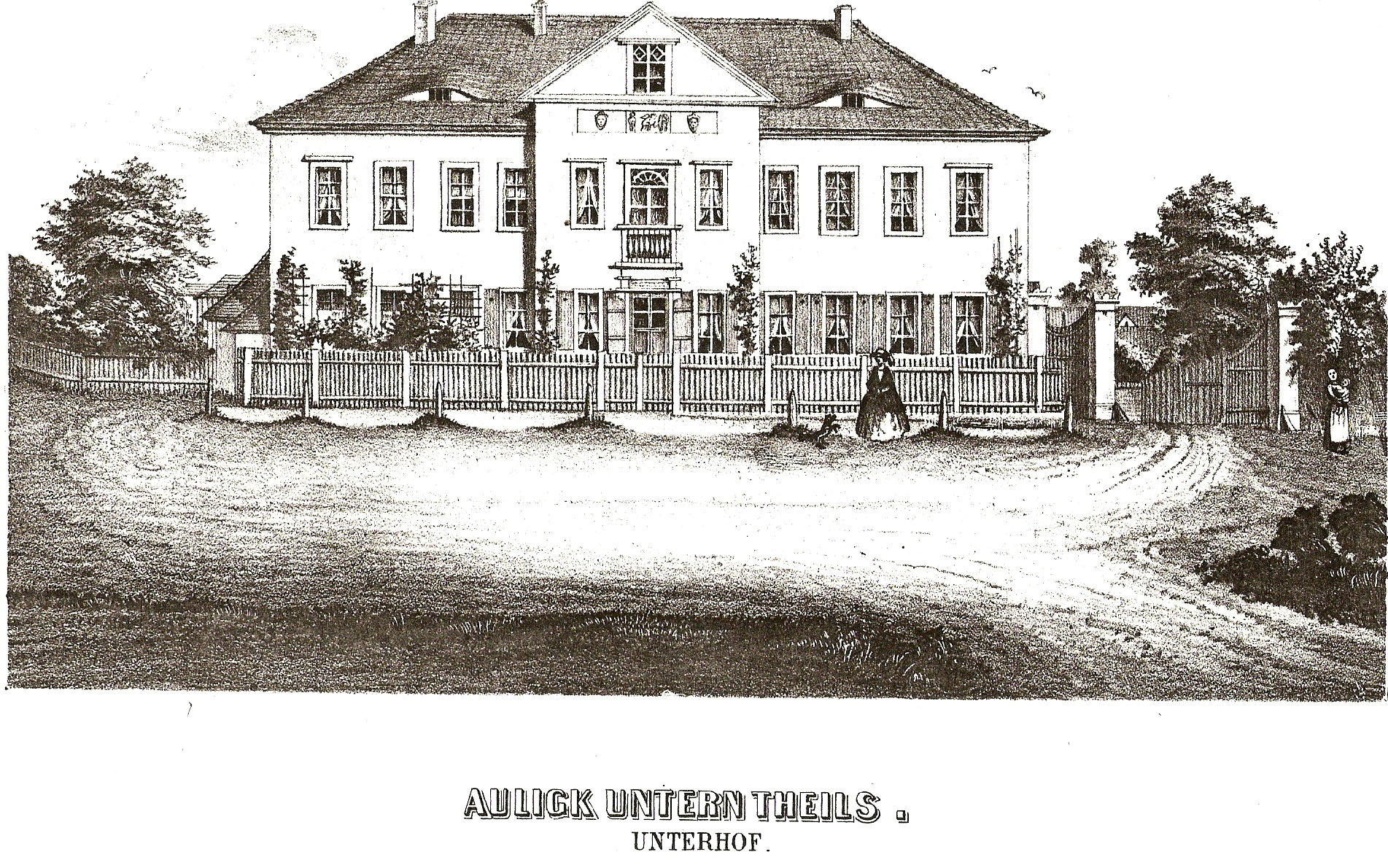
Rittergut Auligk, Sitz der Familie ca. 1650–1928

Die Ursprünge der Familie liegen im Dunkeln und es waren wohl zunächst fränkische Edelfreie, die vor dem 12. Jahrhundert den Weg in das Gebiet des Bistums Merseburg fanden, wo sie mit amtlichen Aufgaben als Herren der Burgwardbezirke betraut wurden. Erster bekannter Vertreter des Geschlechts war Conradus de Gorsne, welcher am 22. Juni 1186 als „Zeuge“ auftrat. Die Stammreihe beginnt am 12. Juni 1271 mit miles nobilis vir Petrus de Görsene, der den Erwähnungen nach bereits zu den einflussreichen Bürgern zählte. Im Laufe der nächsten Generationen verteilten sich die Nachkommen als Rittergutsbesitzer und/oder Lehnsherren vor allem auf die Orte Großgörschen (13. Jh. bis 1736), Kleingörschen (12. Jh. bis 1784), Kleineichstädt (16. Jh. bis 1686), Meuchen (16. Jh. bis 1736), Wildschütz (1630 bis 1745), Auligk bei Groitzsch (1639 bis 1928) und Merkwitz (1840 bis 1970), und hatte ihre erfolgreichste Zeit vom 18. bis ins 20. Jahrhundert. 
Spuren dieser Familie aus den Anfangsjahrhunderten finden sich zum einen  im Kapitelhaus (domus capitularis) zu Merseburg,  wo ein Wappen derer v. Görschen erhalten geblieben ist, das an Wolfgang v. Görschen (* 1486), dem damaligen Lehnsträger des Merseburger Domkapitels erinnert. Dessen Bruder Lorenz v. Görschen (1495–1560), Kaiserlicher Rat und Herr auf Groß-Görschen, ist es unter anderem anzurechnen, dass die Familie v. Görschen seit seiner eigenen Konversion zum evangelischen Glauben bis zum heutigen Tage durchweg dieser Religionsgemeinschaft angehört. Er hatte sich maßgeblich für die Ausbreitung der „neuen“ Religion eingesetzt und einen großen Anteil daran, dass sich die übergeordnete Gemeinde Lützen als erste Stadt auf dem Gebiet des Hochstifts Merseburg der Reformation angeschlossen hatte. In Großgörschen wurde daraufhin die zuvor katholische Kirche aus dem 15. Jahrhundert im Jahr 1542 der erste evangelische Gottesdienst gefeiert. Seine Schwester Ottilie, anfangs Novizin im Zisterzienserinnenkloster Beuditz, heiratete später den Theologen und Reformator Thomas Müntzer, nach dem in Großgörschen eine Straße benannt wurde. 

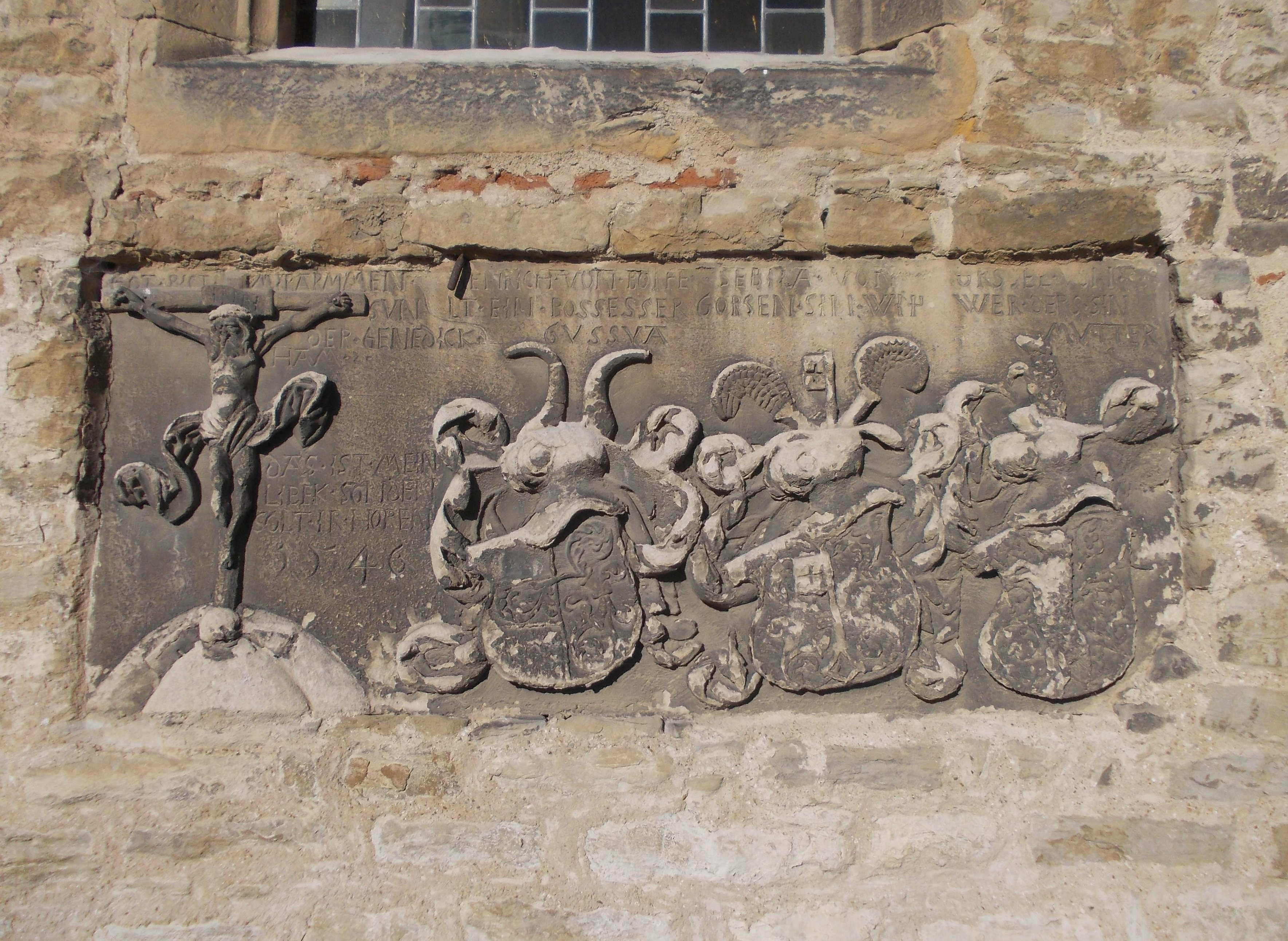
Epitaph Kirche Geusa; Wappen Görschen: 2. von rechts

An seinem gleichnamigen Sohn Lorenz (1549–1634), späterer Patronatsherr der Dorfkirche von Großgörschen, erinnert das Familienwappen zusammen mit der Jahreszahl 1602 und seinem Monogramm (L.v.G.) auf der dritten Glocke der Kirche. Neben dem Wappenbild v. Görschen sind noch die Initialen der Glockenwerkstatt Möhring aus Erfurt sowie der Name des Pastors Caspar Ritter, aufgetragen. Sie war auf den Schlagton „d“ gegossen worden und wurde in späterer Zeit in die Dorfkirche zu Kleingörschen transloziert. Durch die Heirat dessen Halbschwester Eva mit Erasmus von Bothfeld, Herr auf Burgwerben, zählte die Familie von Görschen zu den Urahnen einiger europäischer Königs- und Fürstenhäuser. Weitere Familienwappen finden sich zum einen an einem Epitaph in der St. Georgs-Kirche zu Geusa aus dem Jahre 1546, auf dem links das Wappen von Henrich v. Bodtfeld (um 1490–1547), mittig das Wappen seiner Ehefrau Sibylla v. Görschen (* um 1490) und rechts das der Orsel v. Werder eingemeißelt sind, sowie zum anderen an einem Epitaph an der Nordwand der Kirche zu Markröhlitz, das anlässlich des Todes des verschwägerten Friedrich v. Burckersroda im Jahr 1576 angefertigt wurde und wo die Wappen der Familien v. Görschen, v. Bothfeld, v. Draschwitz, v. Schkölen und anderen eingemeißelt sind.

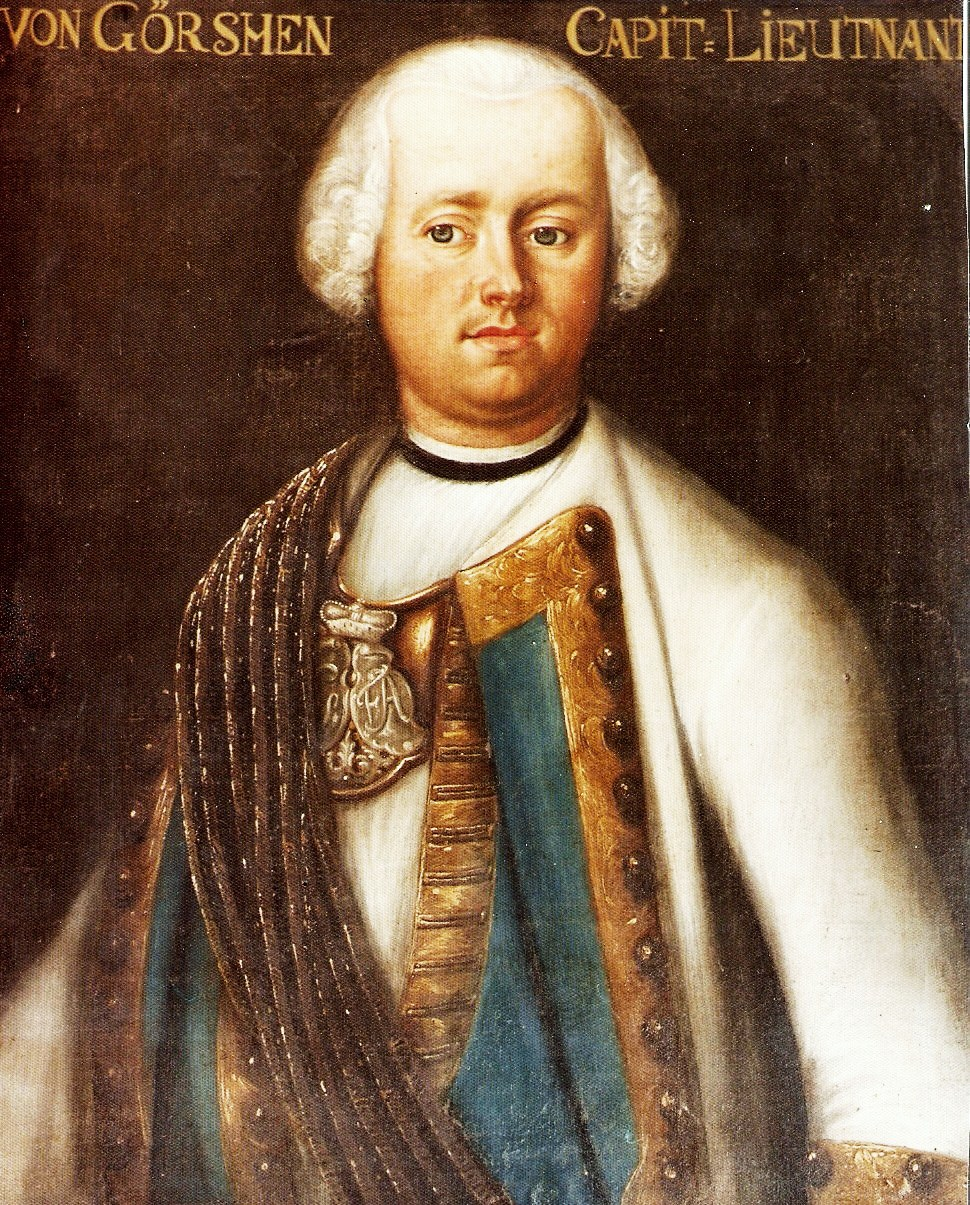
Georg Christoph von Görschen – Stammvater des Neuruppiner und Aachener Zweiges

Ab Georg Christoph von Görschen (1707–1748), Captain im Schwarzburgischen Regiment unter Johann Adolph von Diepenbroick, entwickelten sich drei weitere Hauptlinien, wobei die erste im Gebiet um Auligk mit Sitz auf dem dortigen Rittergut bis 1928 geblieben ist. Einige Nachkommen aus dieser Linie siedelten sich später zum einen im Raum Fürstenwalde und zum anderen in New York an. Eine zweite Linie bildete sich über Georg Christophs Sohn und königlich sächsischen Oberforstmeister Otto Heinrich von Görschen (1746–1833), dessen Sohn Karl Heinrich von Görschen (1784–1860) sich berufsbedingt im deutsch-holländischen Grenzgebiet bei Aachen niederließ und dort zum Stammvater der Aachener Görschen wurde. Die dritte Linie zog über Groß Gaglow in den Raum Neuruppin und bekleidete über fünf Generationen hinweg hohe Offiziersränge. Als evangelisch geprägte Familie waren darüber hinaus noch viele Familienangehörige Ehrenritter oder Konventsmitglieder des Johanniterordens.
Die Familie von Görschen war mit anderen Adelsfamilien wie beispielsweise von Horn, von Massow, von Rockhausen, von der Mosel und anderen verschwägert. In heutiger Zeit ist die Familie weitestgehend erloschen.

## Bedeutende Familienmitglieder
- Ottilie von Gersen[8]/Görschen (* vor 1505; † nach 1525) war eine deutsche Nonne und die Ehefrau des Reformators Thomas Müntzer.
- Karl Friedrich Alexander Freiherr von Görschen (* 1738; † 1818); Generalmajor in der kaiserlichen Armee der Habsburgermonarchie.
- Karl Heinrich von Görschen (* 1784; † 1860); preußischer Geheim- und Oberregierungsrat in Aachen, Herr auf Schloss Vaalsbroek und Besitzer der Vaalsbroeker Mühle, Stammvater der Aachener Linie von Görschen,
- Otto (Friedrich Ferdinand) von Görschen (* 1824; † 1875), preußischer Oberstleutnant im Infanterie-Regiment 24; Neuruppin
- Robert (Oskar Julius) von Görschen (* 1829; † 1914), Landgerichtsassessor; Justitiar und Verwaltungsratsvorsitzender der Aachener und Münchener Feuerversicherungsgesellschaft (Vorläufer der AachenMünchener Versicherung AG); Initiator des Aachener Bismarckturms und des Einhard-Gymnasiums in Aachen; Aufsichtsratsvorsitzender des Eschweiler Bergwerksvereins
- Robert (Walter Ernst Richard) von Görschen (* 1864; † 1936); Regierungsvizepräsident in Aachen; Aufsichtsratsvorsitzender der Aachener und Münchener Feuerversicherungsgesellschaft; Ehrensenator und Ehrenbürger der RWTH Aachen; Rechtsritter des Johanniterordens
- Bruno Hans Otto Friedrich von Görschen (* 1865; † 1939), Justitiar der Aachener und Münchener Feuerversicherungsgesellschaft; Aufsichtsratsvorsitzender bei der Aachener Rückversicherungsgesellschaft und beim Eschweiler Bergwerksverein; Rechtsritter des Johanniterordens
- Hans Wolf Karl Robert von Görschen (* 1894; † 1945), Bankier und Geschäftsmann in Köln und Rotterdam, Ehrensenator der Universität Greifswald, Rechtsritter des Johanniterordens. Er wurde als Widerstandskämpfer des Kreisauer Kreises in Den Haag am 5. Dezember 1944 festgenommen und im April 1945 in Deutschland hingerichtet.[9]

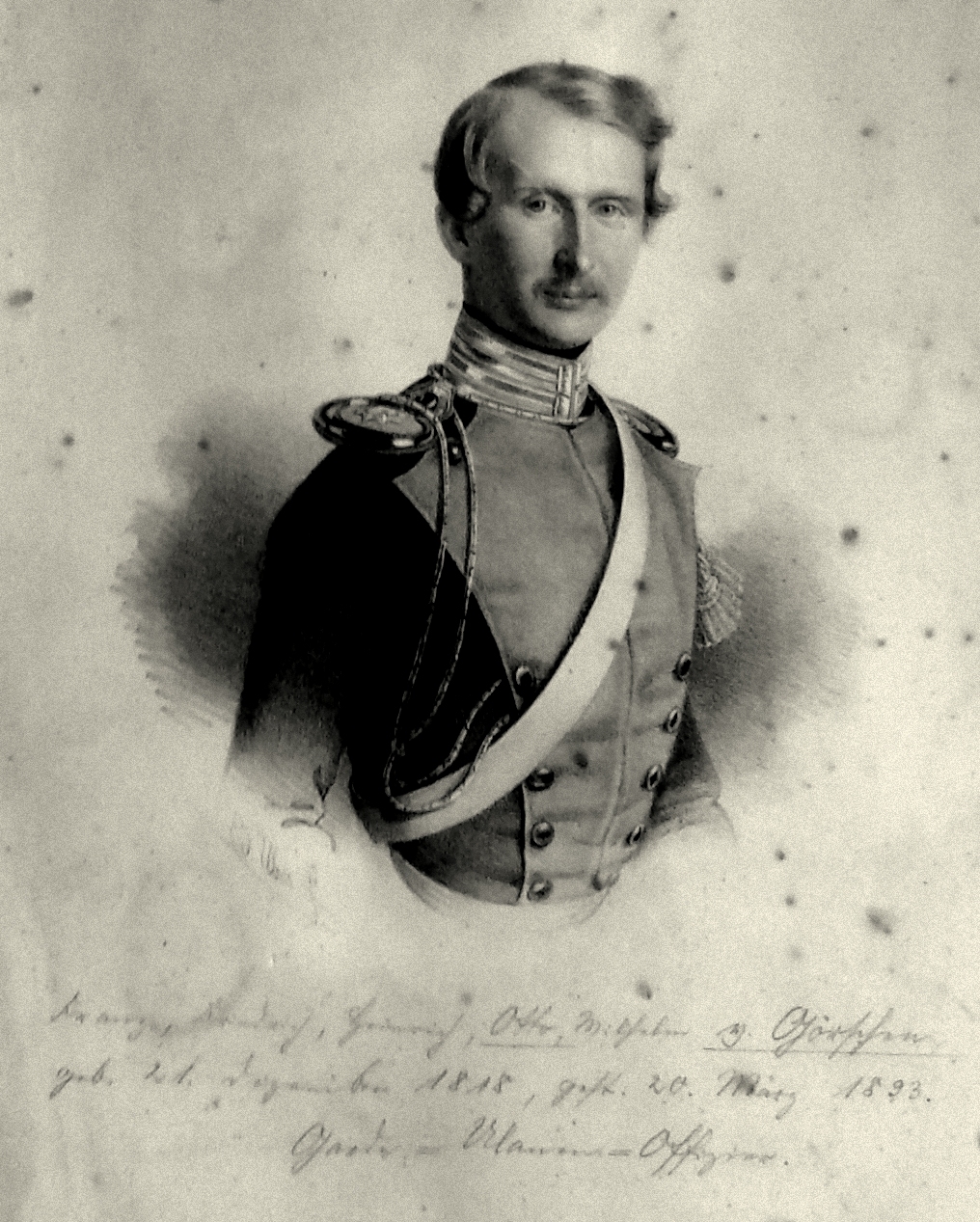
Franz Friedrich Heinrich Otto Wilhelm v. Görschen, Kgl. Preuß. Rittmeister, Stammvater des Fürstenwalder Zweigs
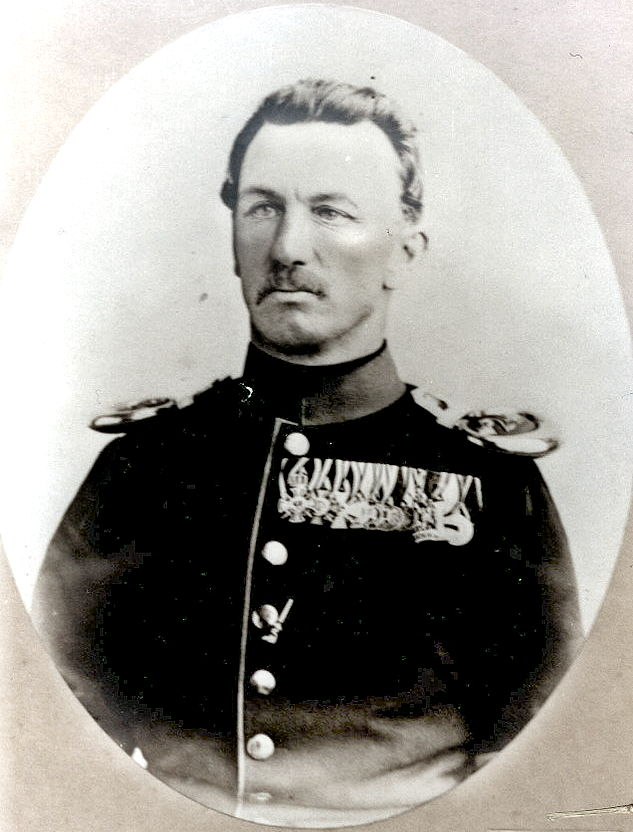
Otto (Friedrich Ferdinand) von Görschen
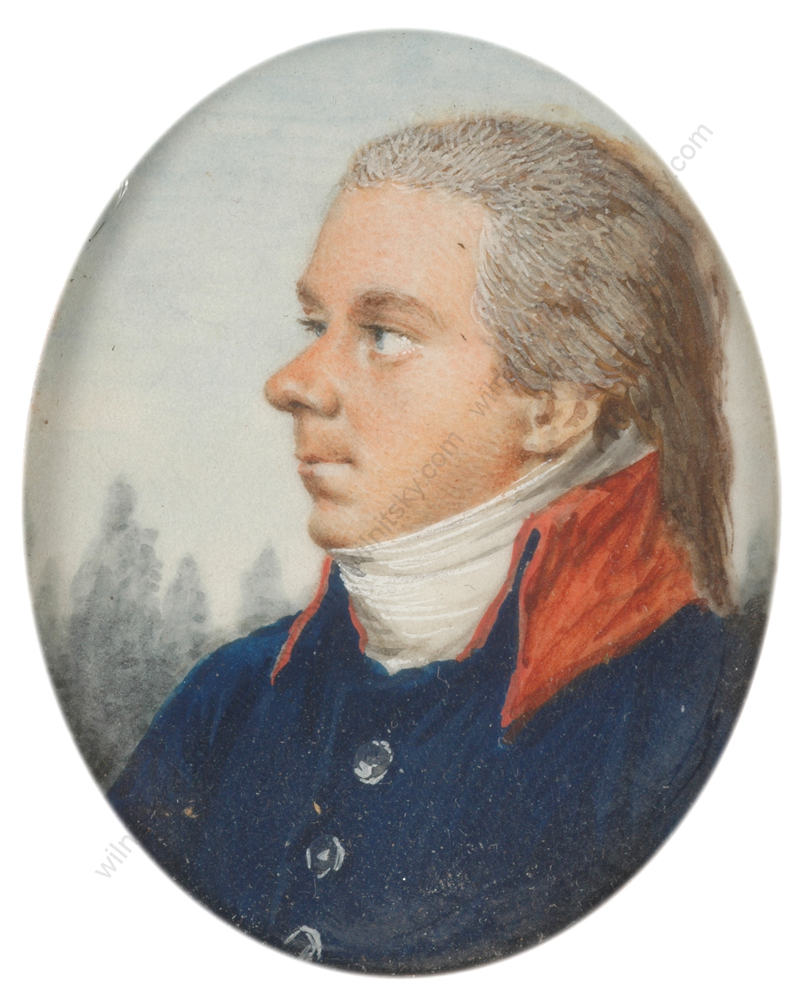
Otto Heinrich von Görschen, Oberforstmeister in Dessau und Vater von Karl Heinrich von Görschen (Aachen) sowie Louise von Görschen, der Ehefrau von Friedrich von Raumer
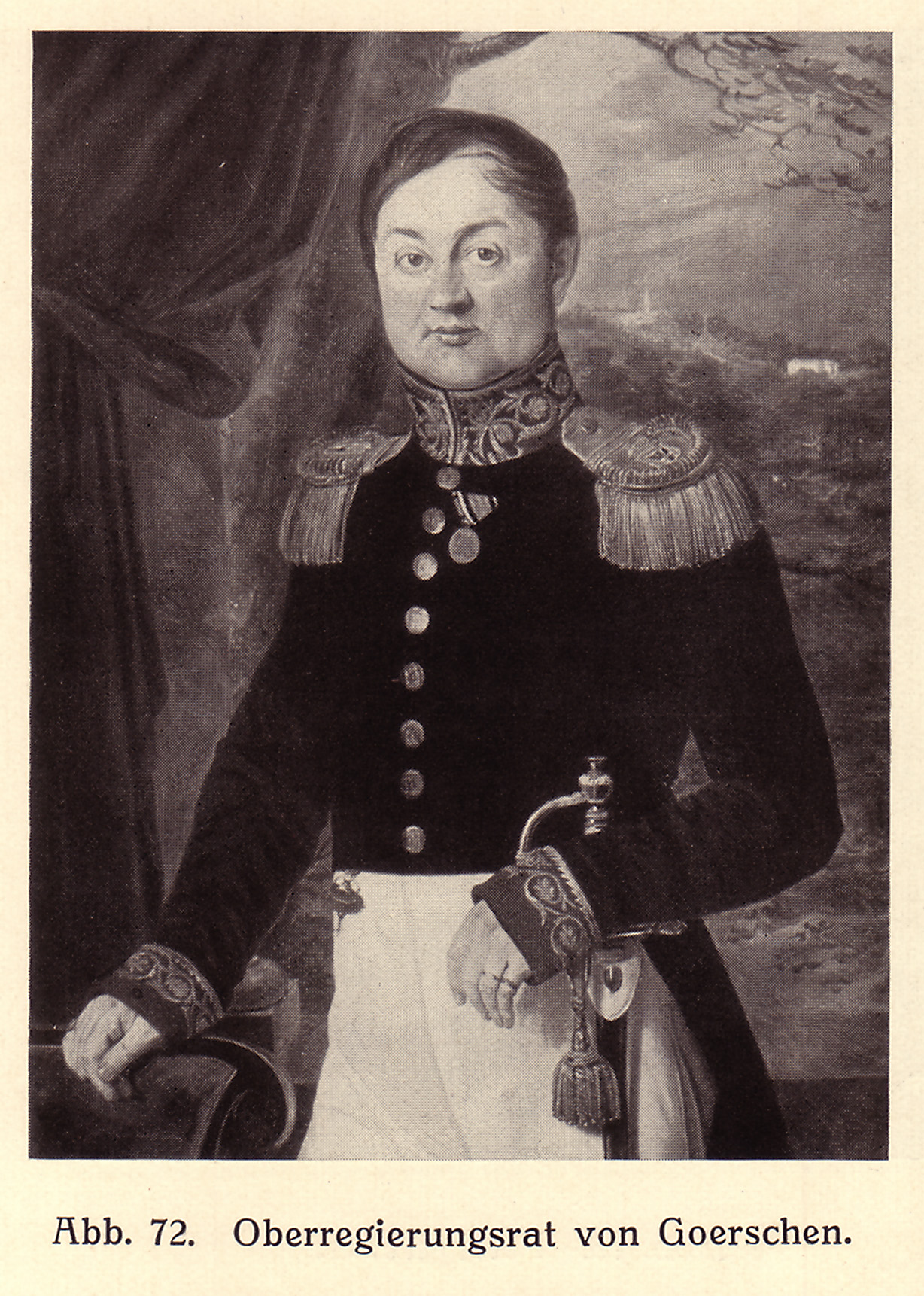
Karl Heinrich von Görschen, Gemälde von Johann Baptist Joseph Bastiné, Stammvater des Aachener Zweigs
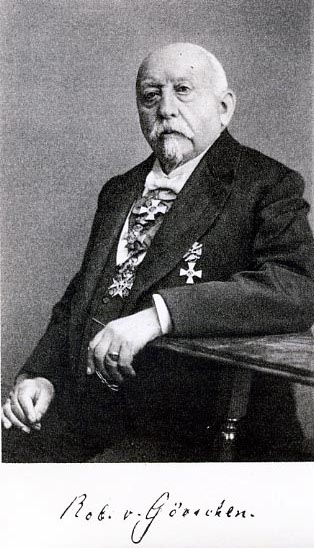
Robert (Oskar Julius) von Görschen
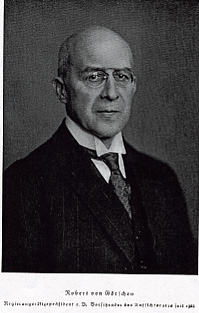
Robert (Walter Ernst Richard) von Görschen

## Wappen
Auf blauem Schild ein schräg gestellter goldener Schlüssel mit nach oben abwärts gewendetem Bart. Auf dem Helm ein aufgerichteter Schlüssel zwischen zwei bis sechs schwarzen Hahnenfedern. Mehrere Variationen der Farben des Schlüssels und des Schildes sind in verschiedenen Quellen zu finden.